# Hoplistomerus engeli
Hoplistomerus engeli là một loài ruồi trong họ Asilidae. Hoplistomerus engeli được Oldroyd miêu tả năm 1940.